# SHEON
金秀娟（： Kim Su-yeon，2003年1月28日—），藝名SHEON（韓語：션），是一名韓國女歌手，現為MYSTIC STORY旗下女子音樂組合Billlie的成員，於2021年11月27日出道，在隊內擔任主舞、領饒舌。

## 經歷

### 2019-2021年：練習生時期、bugAboo預備成員、《Girls Plant 999》
2019年3月7日，在2019馬來西亞環球小姐中的表演被揭露為A team的練習生和出道前女子團體ISE（現為bugAboo）的成員。
2020年，離開了ISE和A team。
2021年8月，以現任經紀公司MYSTIC STORY練習生身份參加選秀節目《Girls Planet 999》，在最後一集中排名第十，無法以Kep1er成員出道。
2021年10月26日，MYSTIC STORY正在「積極評估」金秀娟合流旗下女子組合Billlie。

### 2021年至今：Billlie
2021年11月19日，作為Billlie新成員合流，藝名為션(SHEON)，並將會參與團體舞台，並於下張專輯正式加入。
2021年11月27日，首次參與團體活動，出演《音樂中心》舞台。
2021年12月14日，Billlie發行首張數位單曲《the collective soul and unconscious: snowy night》，主打曲為〈snowy night〉，標誌著Sheon參與的首次回歸。

## 影視作品

### 綜藝節目
| 日期   | 電視台/平台 | 節目                 | 備註             |
| ------ | ----------- | -------------------- | ---------------- |
| 2021年 | Mnet        | 《Girls Planet 999》 | 參賽者（1-12集） |